# Cittadella (Gozo)
Als Cittadella wird die Zitadelle der maltesischen Stadt Victoria auf der Insel Gozo bezeichnet. Die auf einem Felsen nördlich des Stadtzentrums gelegene Anlage beherbergt die Mariä-Himmelfahrt-Kathedrale und den Bischofsplatz des Bistums Gozo. Zur Zeit des Römischen Reiches befand sich auf diesem Platz eine Akropolis. Im Mittelalter wurde dort eine Burg errichtet. Nach Inbesitznahme des Archipels durch den Johanniterorden im Jahre 1530 wurde die Anlage umgebaut und erweitert. Zwischen 2007 und 2014 ließ die maltesische Regierung die Zitadelle nach eingehenden Untersuchungen umfassend restaurieren.

## Vorgeschichte
Eine erstmalige Befestigung des Platzes wird für die Bronzezeit etwa 1500 vor Christus angenommen. Während der Herrschaft der Phönizier wurde der befestigte Ort durchgehend genutzt. In römischer Zeit entstand an dieser Stelle die Akropolis der Siedlung Glauconis Civitas. Bauwerke aus diesen Zeiträumen sind nicht erhalten geblieben.

## Mittelalter

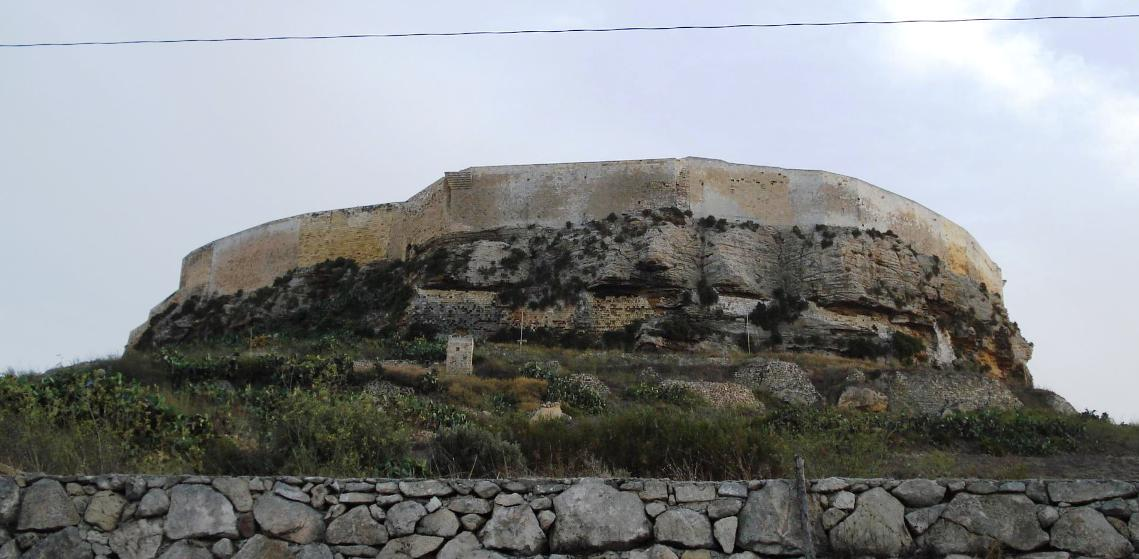
Die nördlichen Außenmauern stammen aus der Zeit der Anlage der Burg.

Im Mittelalter wurde auf dem Felsen eine Burg errichtet, die erstmals 1241 urkundlich erwähnt wurde. Der nahezu kreisförmige Grundriss der Mauern folgt dabei den Höhenlinien des Geländes. Die Anlage hieß Gran Castello. Ihrer Entstehungszeit entsprechend, bestand sie aus hohen, senkrechten Mauern, Bastionen waren nicht vorhanden. Wie der Geschichtsschreiber des Johanniterordens, Giacomo Bosio, berichtet, befanden sich zahlreiche Häuser im Inneren der Burg. Für diese Wohngebäude wurden Fenster in die Außenmauern der Burg geschlagen.

## Zeit des Johanniterordens

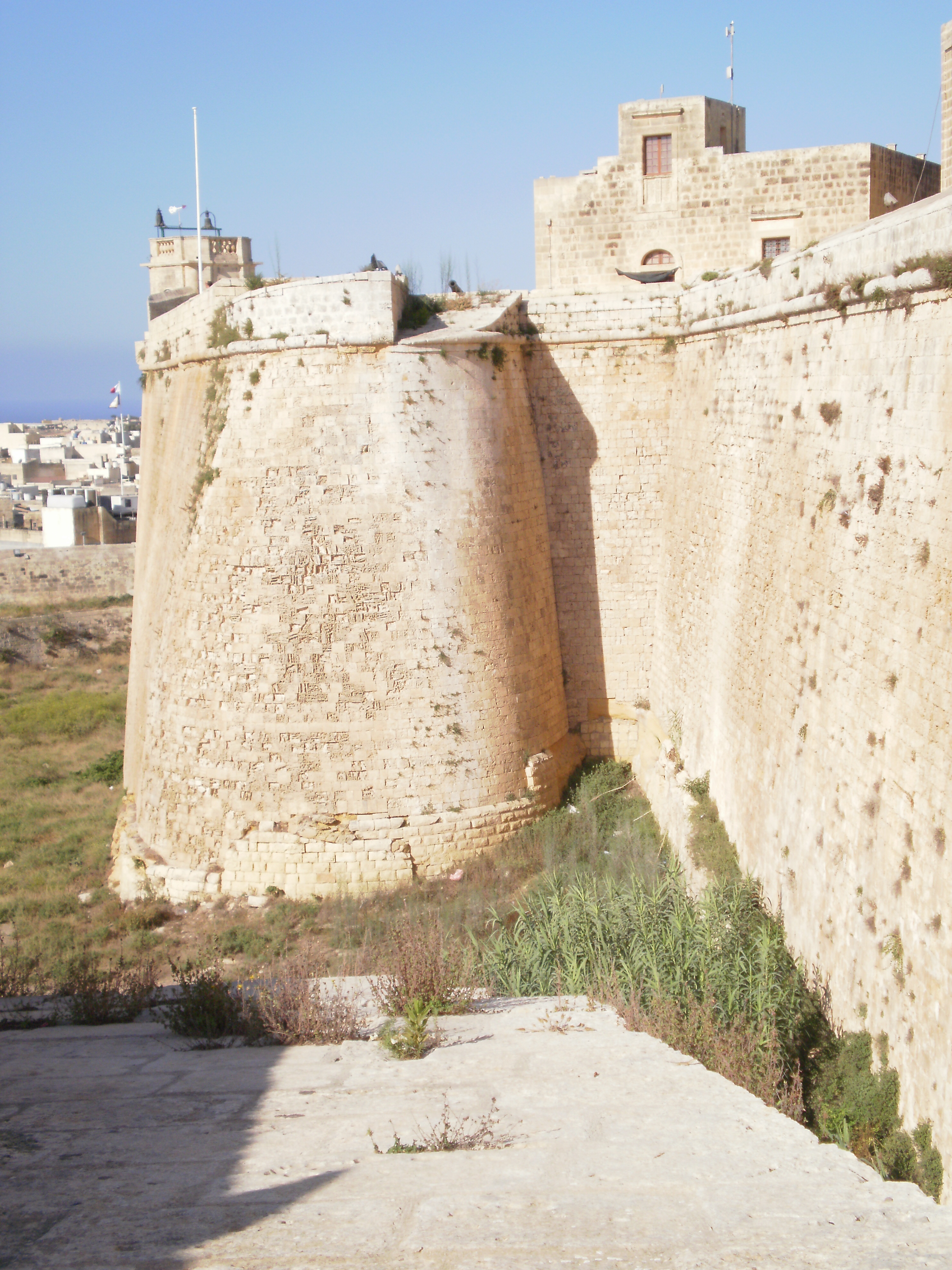
Ostseite der St Michael’s bastion, zu erkennen ist das abgerundete Orillon; im Hintergrund rechts St Martin’s cavalier

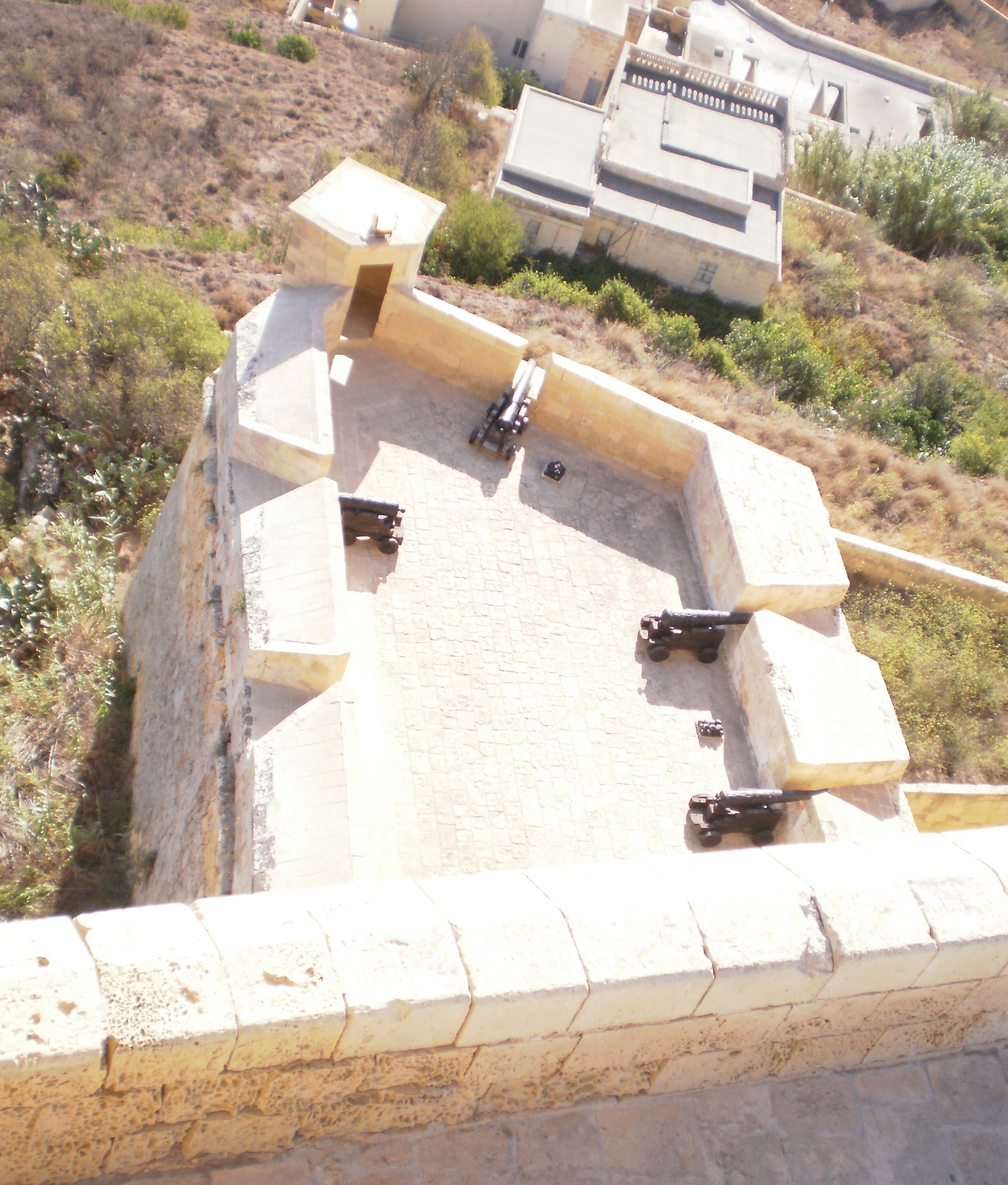
Batterie an der Nordostseite der Zitadelle

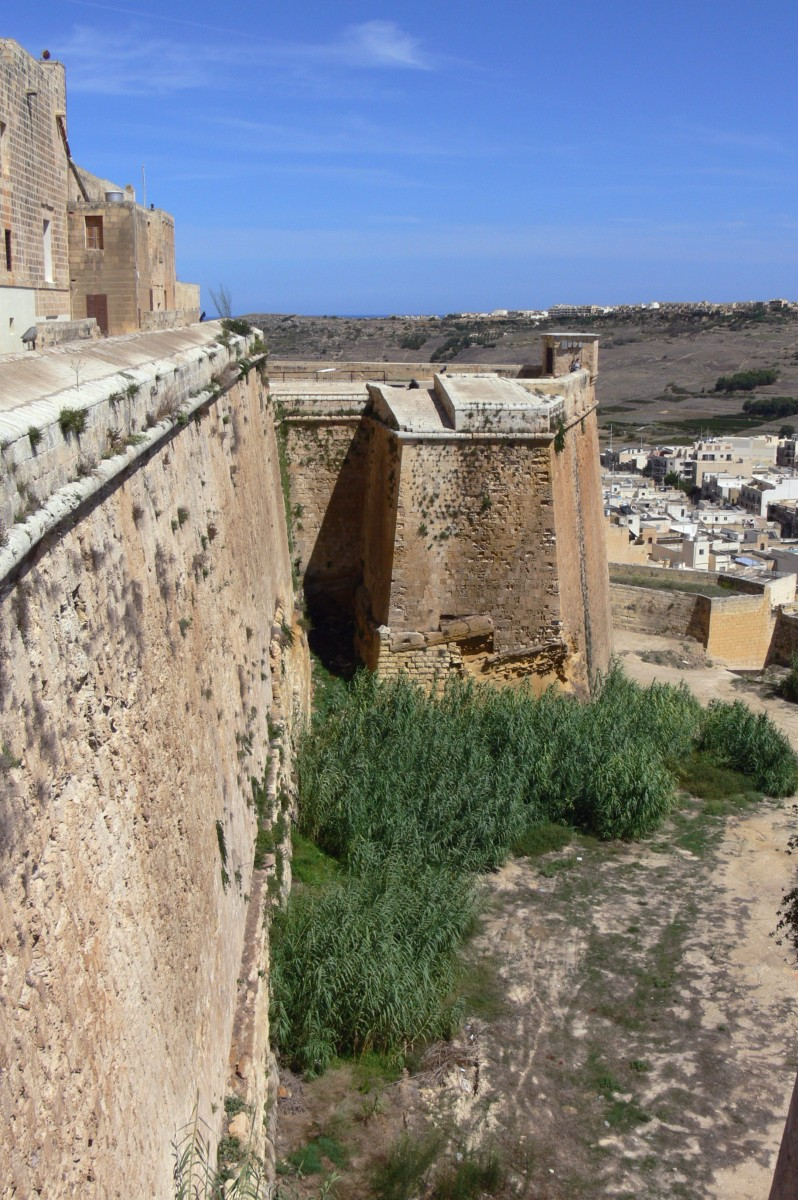
Blick von St Michael’s auf St John’s bastion, im Vordergrund der trockene Graben, rechts im Hintergrund ist der gedeckte Weg

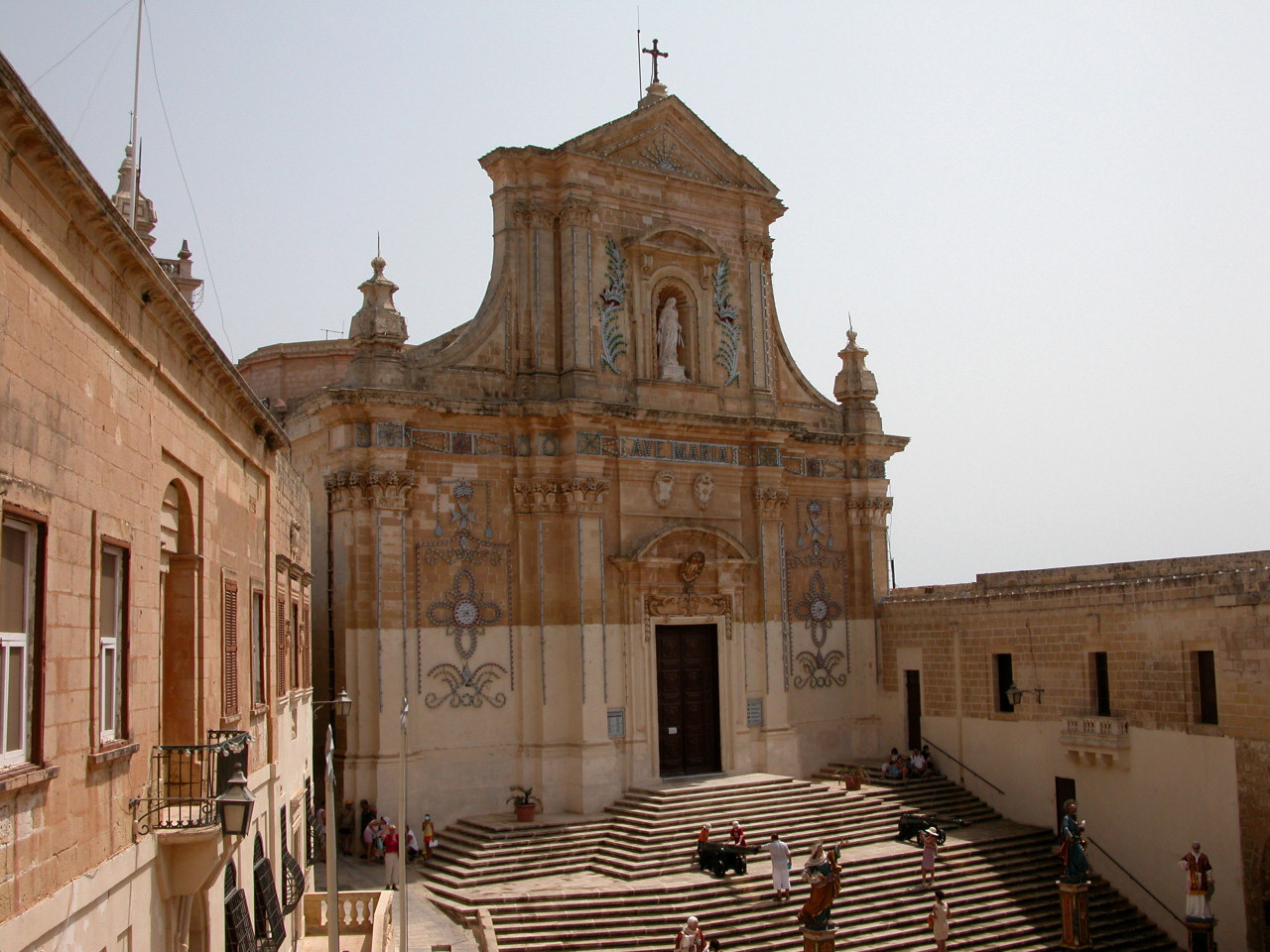
Kathedrale Santa Marija in der Mitte, links der bischöfliche Palast. Die Stufen vor der Kathedrale wurden im Zuge der Tieferlegung des Platzes 1956 gebaut.

Im Jahre 1524 inspizierten einige Ritter des Johanniterordens den Archipel, um seine Eignung für eine Ansiedlung des Ordens zu prüfen. Sie besuchten auch das Gran Castello auf Gozo. Zeitgenössische Berichte beschreiben die Burg aber als molto picciola, also sehr klein. Die Befestigungen wurden als unzureichend angesehen und sie waren in einem schlechten Zustand. Nachdem der Orden den Archipel in Besitz genommen hatten, erwog er zunächst den kompletten Abriss der Burg. Doch er entschloss sich, die Burganlagen instand zu setzen. Während der Invasion Gozos durch osmanische Truppen unter Turgut Reis im Juli 1551 fiel die Burg in die Hände der Invasoren. Viele Einwohner konnten nach dem Sturm auf die Burg durch die in die Mauern geschlagenen Fenster flüchten. Insgesamt wurden ungefähr 6000 Bewohner der Insel in die Sklaverei verschleppt, was einer Entvölkerung der Insel gleichkam. Die Burg wurde bei der Belagerung und dem Sturm schwer beschädigt. Berichte, die von einer völligen Zerstörung sprechen, sind jedoch wenig glaubhaft, da ansonsten die Anlage in ihrer ursprünglichen, mittelalterlichen Form wieder aufgebaut worden sein müsste. Während der Belagerung Maltas 1565 blieb Gozo von Kampfhandlungen verschont, da die Insel von den Osmanen nicht angegriffen wurde.
Zur Erinnerung an die Belagerungskämpfe und die umgekommenen oder verschleppten Einwohner ließ die Inselverwaltung nach vollendeter Restaurierung im Jahr 2015 ein Denkmal mit ewiger Flamme innerhalb einer liegenden vergoldeten Rose und der vergoldeten Jahreszahl 1551 vor den Mauern der Zitadelle aufstellen.
Nach erfolgreicher Abwehr der Invasion besuchte Francesco Laparelli, der auch den Bau Vallettas plante, Cittadella und unterbreitete Vorschläge zum Ausbau der Burg unter Nutzung eines bastionären Befestigungssystems. Eine entsprechende Zeichnung von Perez d’Aleccio wurde 1582 in Rom veröffentlicht. Sie zeigt eine kurze Kurtine, die auf die Stadt ausgerichtet war und von zwei Halbbastionen flankiert wurde. Die Wälle der Festung lagen nach diesem Vorschlag wie schon bei der Burg am Rande des Felsens. An der direkten Zuordnung der Zeichnung zu Laparelli bestehen Zweifel. So zeigt die Zeichnung abgerundete Orillons, die für Laparellis Entwürfe untypisch sind.
Im Jahr 1599 inspizierte Giovanni Rinaldi die Anlage. Er stellte fest, dass der Felsen, auf dem die Burg errichtet worden war, sehr weich und von zahlreichen Spalten und Höhlen durchzogen war und so das Anlegen von Minenstollen erleichterte. Die Burg befand sich auch in Schussweite umliegender Höhen. Rinaldi schlug daher den Abriss der Burg und den Bau einer neuen Festung in der Nähe von Marsalforn vor. Alternativ machte er jedoch auch Vorschläge zum Umbau der Burg. Der Vorschlag zum Abriss wurde verworfen und ab 1601 der Umbau der Anlage begonnen. Mit der Konstruktion wurde Vittorio Cassar beauftragt.
Kernstück der Anlage ist die nach Süden ausgerichtete Zentralbastion, die nach dem Erzengel Michael benannte St Michael’s bastion. Westlich liegt St Martin’s bastion, in ostwärtiger Richtung St John’s demi-bastion. Die Bastionen haben abgerundete Orillons, wie sie bereits d'Allecios Zeichnung zeigt. Dieses Detail entspricht der zum Bauzeitpunkt überholten alt-italienischen Manier, während die Größe der Zentralbastion schon auf die neu-italienische Manier hinweist. Vor der südwestlichen, südlichen und ostwärtigen Seite der Festung verläuft ein trockener Graben. St Martin und St Michael sind mit einer Kurtine verbunden, in der sich der Haupteingang der Festung, abgeschattet durch das westliche Orillon von St Michael’s, befindet. Dieser Kurtine ist ein Ravelin im Graben vorgelagert. Der Zugang erfolgte über eine kleine Brücke zum Ravelin und von dort über eine längere Brücke zum Haupttor. Am jenseitigen Grabenrand wurde ein gedeckter Weg angelegt. Zwischen der Zentralbastion und St John’s befand sich vor dem Graben ein Waffenplatz. Der Bau der Bastionen war 1610 abgeschlossen. Ergänzt wurde die Anlage durch zwei Kavaliere. Der St John’s cavalier hinter der St John’s demi-bastion wurde 1614 fertiggestellt, der St Martin's cavalier hinter der gleichnamigen Bastion 1622. Die Umfassungsmauern der mittelalterlichen Burg blieben ansonsten unverändert. In dieser Form ist die Cittadella bis heute erhalten geblieben.
Trotz der Verbesserungen blieb die Festung ein Kompromiss. Die grundsätzlichen Probleme, wie das poröse Felsgestein und die beherrschenden Höhen um die Festung, konnte auch der Umbau nicht lösen. Die Befestigungen an der West- und Nordseite genügten nicht den Anforderungen des 17. Jahrhunderts. Außerdem konnte die Festung maximal ein Viertel der Bewohner Gozos aufnehmen. Verschiedene Seiten hatten daher immer wieder vorgeschlagen, die Festung zu schleifen und in der Nähe von Marsalforn ein neues Fort zu bauen. Im Jahre 1643 wurde dann tatsächlich der Abriss der Festung beschlossen. Der Bau des neuen Forts sollte mit einer Steuer auf Weizen finanziert werden. Die Bewohner Gozos protestierten, da sie die zusätzliche Steuerlast nicht aufbringen konnten. Vor die Wahl gestellt, den Bau aus eigenen Mitteln zu bestreiten, verschob der Orden Abriss und Neubau. Der große Alarm von 1645 ließ Befürchtungen über die Standhaftigkeit der Festung wieder aufkommen. Giovanni Bendinelli Pallavicino und Louis Viscount d’Arpajon schlugen deshalb die Evakuierung der Zitadelle vor. Die Mauern der Burg waren tatsächlich schon für eine Sprengung unterminiert worden, jedoch blieb die befürchtete türkische Flotte aus.
Antonio Maurizio Valperga, der die Cottonera Lines entworfen hatte, unterbreitete 1670 einen ambitionierten und sehr detailliert ausgearbeiteten Vorschlag zum Umbau der Cittadella und der Befestigung Victorias. Sein Vorschlag umfasste den Bau von Bastionen im Westen, Norden und Osten vor dem Felsen und den Umbau von St Martin’s, St John’s sowie der Batterie zu drei mächtigen Bastionen. Ein trockener Graben sollte die ganze Anlage umgeben und Victoria sollte analog von einer mächtigen Befestigungsanlage umgeben werden. Den Kern bildeten drei Bastionen am Südrand der Stadt. Der Kurtine zwischen der zentralen und der ostwärtigen Bastion sollte ein Ravelin vorgelagert werden, über den der Zugang zur Stadt gelegt wurde. Auch in der Kurtine zwischen Zentral- und westlicher Bastion war ein Zugang zur Stadt vorgesehen. An die Bastionen schlossen sich nach Norden Kurtinen mit weiteren Stadttoren an, die von langgezogenen Halbbastionen abgeschlossen wurden. Diese Bastionen sollten am Ravelin bzw. am Waffenplatz in den Graben münden, der die Zitadelle umgab. Auch Victoria sollte mit einem trockenen Graben mit gedeckten Wegen und Waffenplätzen umgeben werden. Innerhalb der Stadt sollte die ursprüngliche, gewachsene Anlage der Straßen und Plätze beibehalten werden, lediglich ein Streifen zwischen Cittadella und der Stadt sollte von Gebäuden frei bleiben. Die Pläne Valpergas wurden angenommen. Eine Umsetzung unterblieb jedoch, da andere Befestigungen dringlicher waren und die Ressourcen des Ordens zur Verwirklichung nicht ausreichten.
In den folgenden Jahren beschränkten sich die Verbesserungen auf Details. Mederico Blondel ließ 1690 an der Ostseite der Zitadelle eine Batterie anlegen. Diese Batterie deckte die ostwärtige Seite von St John’s und ermöglichte es, den Fuß der Ostmauer mit flankierendem Feuer zu bestreichen. Claude de Colongues legte ab 1703 einen doppelten Graben von der Zitadelle zur Unterstadt an. Diese blieb gänzlich unbefestigt. Erst 1714 schlug René Jacob de Tigné den Bau einer befestigten Stadtmauer vor. Die Kathedrale Santa Marija entstand zwischen 1697 und 1711 nach Entwürfen des maltesischen Barockbaumeisters Lorenzo Gafà im Inneren der Zitadelle. Neben der Kathedrale fand der bischöfliche Palast seinen Platz.

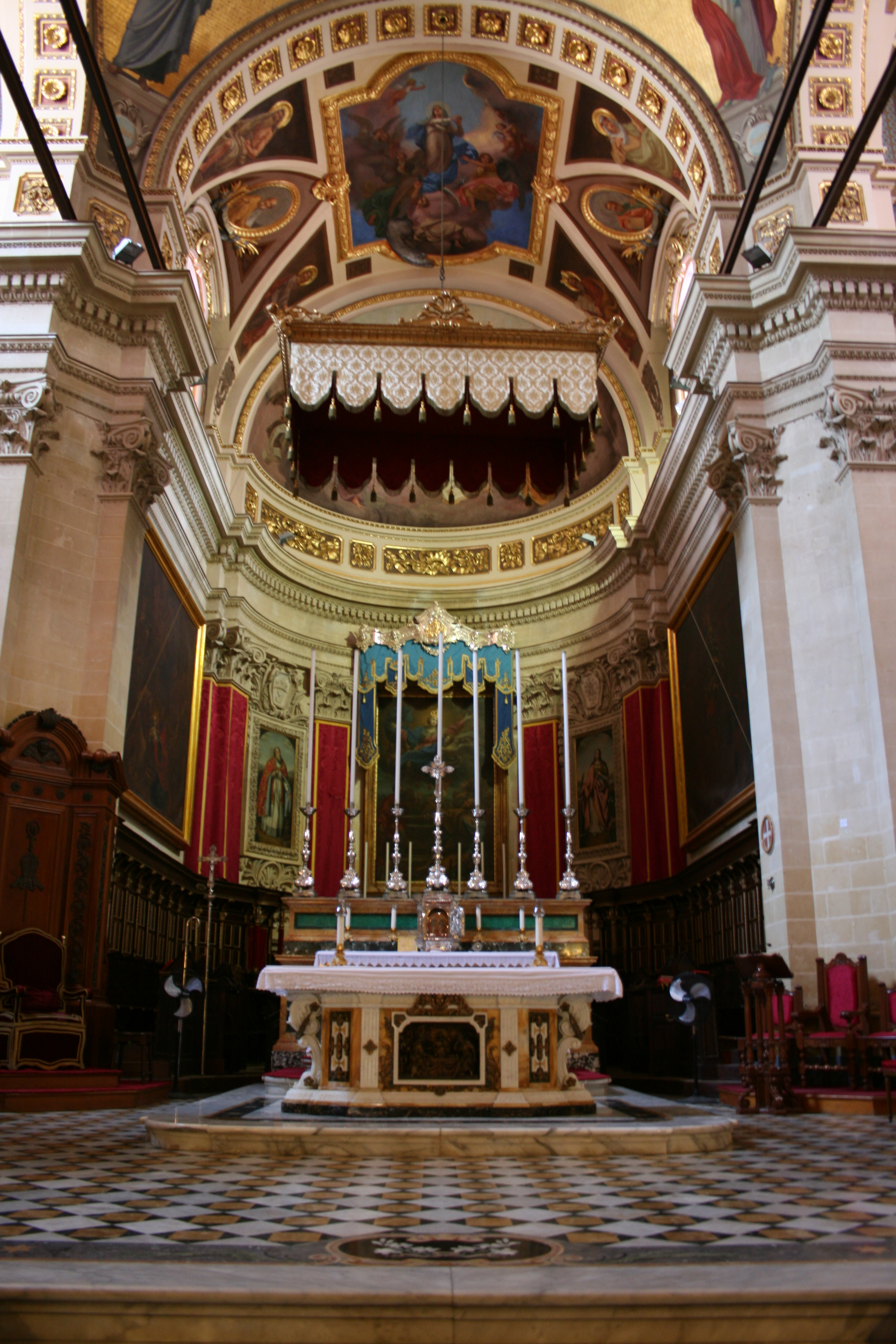
Altar der Santa Marija-Kathedrale

Im Jahre 1722 beschloss der Orden endgültig die Aufgabe der Festung und den Bau von Fort Chambray in der Nähe von Mġarr. Die Anlage hatte keine militärische Bedeutung mehr, blieb aber weitgehend im damaligen Zustand erhalten. Im Jahre 1886 wurden die der Kathedrale gegenüberliegenden und an die Festungsmauern angelehnten Häuser abgerissen. 1956 wurde der Cathedral Square genannte Platz vor der Kathedrale um einige Meter tiefer gelegt. Im nördlichen Teil der Festung erfolgte im 19. Jahrhundert ein Umbau der ehemaligen Kasernen in eine Haftanstalt. Dabei verschwand ein Teil der Bieb-l-Imdina-Straße. Die Stufen von St Michael’s zum Ausfalltor wurden ebenfalls teilweise überbaut.

## Restaurierung
Im Jahre 1998 hatte die maltesische Regierung die Aufnahme der Anlage in das Welterbe der UNESCO beantragt. Unter der laufenden Nummer 3 ist die Cittadella seit 1995 auch Bestandteil der Liste der Kulturgüter von Malta. Zwischen 2007 und 2013 wurde die Cittadella aufwendig restauriert. Diese Maßnahme war Bestandteil eines Projekts, das denkmalpflegerische Arbeiten in Valletta, Mdina, Vittoriosa und Cittadella umfasste. Das Projekt kostete rund 36 Millionen Euro, 85 Prozent kofinanzierte die Europäische Union die Arbeiten. Die Restaurierung wurde auch deshalb notwendig, weil der weiche Felsen, auf dem die Anlage errichtet worden war, teilweise nachgegeben hatte, was zum Einsturz von Teilen der mittelalterlichen Mauer an der Nordseite geführt hat. Den Besuchern der Zitadelle wird in einem im Kellerbereich angelegten Informationszentrum ein Film zur Geschichte der Anlage gezeigt. Zudem sind in der Zitadelle drei kleine Museen untergebracht: ein Archäologisches Museum, ein Ethnologisches Museum und ein Naturkunde-Museum.